# Muzej Patne
Muzej Patne (engleski Patna Museum) je državni muzej Bihara, smješten u gradu Patna. 

## Povijest
Osnovale su ga godine 1917. britanske vlasti koje su tada upravljale Indijom u svrhu skladištenja brojnih arheoloških artefakata koji su tada bili pronađeni u okolici grada. Muzej, koga lokalno stanovništvo naziva Jadu Ghar, osim arheoloških, sadrži i umjetnička djela, odnosno zbirku slika koja prikazuje svakondevni život u periodu britanske vlasti, kao i fosil stabla star 200 milijuna godina.
Najvrjedniji od svih eksponata je statua poznata pod imenom Didarganj Yakshi.